# Gare de Rákospalota-Kertváros
La gare de Rákospalota-Kertváros (en hongrois : Rákospalota-Kertváros vasútállomás) est une gare ferroviaire secondaire de Budapest. 